# Đani Maršan
Đani Maršan (Zadar, 23. lipnja 1944.) je hrvatski pjevač, skladatelj i diplomat.

## Životopis
Rođeni Zadranin, podrijetlom iz Arbanasa, Đani (krsno ime Ivan) snimio je desetak albuma, među njima i jedan od najuspješnijih Prijatelju moj iz 1989. godine. Najpoznatije su mu pjesme "Mandolina", "Bože, čuvaj Hrvatsku", "Vivat Croatia", "Misto kraj mora", "Zadar je u srcu mome", "Adio", "Prozor prema zalazu", "Djevojka s juga", "Ja te volim", "Kad mendule procvitaju", "Prijatelju moj" te mnoge druge. 
Tijekom bogate glazbene karijere uspješno je nastupao na mnogim festivalima zabavne glazbe (Splitski festival, Melodije Istre i Kvarnera, Dora, Dalmatinska šansona). Njegova (polu)braća su također poznati hrvatski pjevači Tomislav Ivčić i Vedran Ivčić.
Od 2010. godine je generalni konzul Republike Hrvatske u Milanu.
U prosincu 2019. u Zadru održao je svečani koncert kojim je proslavio 50 godina glazbene karijere

## Diskografija
Prozor prema zalazu
Adio
Ja te volim
U masliniku
- Unter Südlicher Sonne (1973.) – s Ivicom Šerfezijem
- Mojim Prijateljima (1974.)
- Dalmatinske Noći (1980.) – Tomislav Ivčić i Đani Maršan
- Pisme Iz Konobe (1982.) – Tomislav Ivčić i Đani Maršan
- Sine, Vrati Se (1985.) – Tomislav Ivčić i Đani Maršan
- Pjesme Naše Mladosti (1988)
- Prijatelju Moj (1989.)
- Bože, čuvaj Hrvatsku (1991.)
- Vagabondo

## Ostalo
- "Lijepom našom" kao izvođač (epizoda: Dan Državnosti - Solin) (2019.)